# Giuseppe Maria Doria Pamphilj
Giuseppe Maria Doria Pamphilj (Genova, 11 novembre 1751 – Roma, 10 febbraio 1816) è stato un cardinale e arcivescovo cattolico italiano.

## Biografia
Giuseppe Maria Doria Pamphilj nacque a Genova l'11 novembre 1751, rampollo della famiglia dei duchi di Melfi, figlio terzogenito del principe Giovanni Andrea IV Doria Pamphilj e di sua moglie, Eleonora Carafa della Stadera, figlia del duca d'Andria. Suo fratello era il cardinale Antonio Maria Doria Pamphilj che verrà proclamato con lui nel 1785, ed egli sarà zio inoltre del cardinale Giorgio Doria Pamphilj Landi.

### Primi anni
Nel maggio 1881 la famiglia si trasferì a Roma, dove ha proseguito la sua educazione nel collegio dei nobili diretto dai Gesuiti. Quando la Compagnia fu espulsa dagli Stati borbonici, e perché i fratelli Doria Pamphili avevano il titolo nobiliare spagnolo di grande di Spagna, secondo gli ordini generali da Carlo III ai suoi sudditi, i fratelli Doria Pamphili dovettero ritirarsi dall'istituto dei Gesuiti. Dal maggio 1767 i fratelli Doria Pamphili frequentarono per poco tempo il Collegio Clementino, tenuto dai padri somaschi. Nel 1764 i due fratelli Doria Pamphili ritornarono nel palazzo di famiglia in Roma. Dopo aver iniziato gli studi privati in giurisprudenza, e poi all'archiginnasio della Sapienza, nel maggio del 1767 Giuseppe Maria Doria Pamphilj entrò all'Università La Sapienza di Roma ove ottenne il dottorato in utroque iure nel maggio del 1771. 
Il 21 aprile 1768, inoltre, ottenne la tonsura ecclesiastica ed il beneficio dell'abbazia di San Fruttuoso da suo fratello. Divenuto cappellano onorario di papa Clemente XIV nel 1771, entrò nella prelatura romana venendo nominato protonotario apostolico partecipante e successivamente divenne referendario del Tribunale della Segnatura Apostolica dal 27 giugno 1771. Ricevute le insegne di chierico il 21 aprile 1773 e gli ordini minori il 2 luglio, in quello stesso anno, il 4 luglio, ottenne il suddiaconato e l'11 luglio il diaconato. Il 18 luglio 1773 ottenne finalmente gli ordini sacri e venne nominato sacerdote. Ablegato a Madrid per portare le fasce sacre al principe delle Asturie, figlio di Carlo III di Spagna, rimase alla corte spagnola dal dicembre 1772 all'ottobre 1773.

### Episcopato
Eletto arcivescovo titolare di Seleucia di Isauria il 27 febbraio 1773, poté essere consacrato solo il 22 agosto di quello stesso anno, dopo aver ricevuto gli ordini sacri. La consacrazione avvenne nella chiesa collegiata di Sant'Ildefonso presso la residenza reale di La Granja, a Segovia, in Spagna, per mano del cardinale Buenaventura Córdoba Espinosa de la Cerda, arcivescovo titolare di Neocesarea e patriarca delle Indie Occidentali, assistito da Manuel Ferrer y Figueredo, arcivescovo titolare di Edessa in Osrhoëne, e da Joaquín Eleta, arcivescovo titolare di Tebe. Il 6 settembre 1773, Giuseppe Maria Doria Pamphilj venne nominato nunzio apostolico in Francia e rimase in tale carica sino alla sua promozione a cardinale. L'8 settembre 1773, inoltre, divenne assistente al Soglio Pontificio.

### Cardinalato

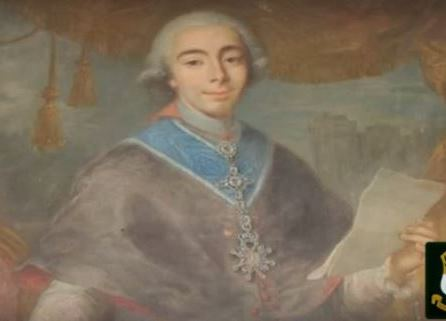
Giuseppe Doria Pamphilj

Creato cardinale presbitero nel concistoro del 14 febbraio 1785, il 7 aprile di quell'anno ricevette la berretta cardinalizia con il titolo di cardinale presbitero di San Pietro in Vincolie fino alla nomina del cardinale Romoaldo Braschi-Onesti è stato il porporato italiano più giovane. Legato ad Urbino per un triennio, dal 19 dicembre 1785, la sua legazione venne estesa fino al marzo del 1794. Il 16 marzo 1797 venne nominato cardinale segretario di Stato e si trovò a gestire la non facile occupazione francese di Roma per mano delle truppe napoleoniche. Dal 1º aprile 1797 fu inoltre prefetto della Sacra Consulta, della Sacra Congregazione di Loreto e membro della Sacra Consulta del Sant'Uffizio. Arrestato dalle autorità francesi l'8 marzo 1798, venne imprigionato nel convento romano dei Convertiti, venendo in seguito trasferito a Civitavecchia per poi essere definitivamente espulso dal territorio della Repubblica Romana. Dal 13 aprile 1798 accompagnò papa Pio VI nel suo esilio forzato, recandosi dapprima a Siena e poi a Genova. Prese parte al conclave del 1799-1800 che elesse papa Pio VII con il quale poté fare rientro nella città eterna il 3 luglio 1800. Segretario del Memorandum dall'11 agosto 1800, venne quindi nominato pro-segretario di Stato durante la breve assenza del cardinale Ercole Consalvi, incaricato a Parigi di negoziare il concordato con la Francia, dal 6 giugno a 31 luglio 1801. Pro-camerlengo di Santa Romana Chiesa dal 13 novembre 1801, mantenne tale incarico sino alla sua espulsione da Roma ad opera dei francesi napoleonici nella primavera del 1808. 
In qualità di pro-camerlengo nel 1802 emise un editto, l'editto Doria Pamphili, che da lui prende il nome; noto anche come Lex Doria Pamphili, era volto alla protezione dei beni artistici e delle antichità.
Nominato protettore dell'Ordine dei Serviti dal 3 aprile 1802 e dei Francescani dal 4 maggio di quell'anno, optò il 20 settembre per il titolo cardinalizio di Santa Cecilia. 
Passato all'ordine dei cardinali-vescovi, ottenne il titolo della cardinale vescovo di Frascati dal 26 settembre 1803, mantenendo in commendam il titolo di santa Cecilia. Nominato pro-camerlengo di Santa Romana Chiesa dal 10 novembre 1801 al 19 maggio 1814, dopo l'occupazione di Roma ad opera delle truppe napoleoniche del generale Miollis il 2 febbraio 1808 diede anche le proprie dimissioni dal ruolo di cardinale segretario di Stato cedendo l'incombenza a Filippo Casoni, per poi venire nuovamente nominato pro-segretario di stato nei primi mesi del febbraio 1808; poco tempo dopo, il 23 marzo 1808, fu uno dei quattordici cardinali espulsi da Roma ad opera dei francesi e si recò dunque a Parma, poi a Genova ed infine a Pegli; nel settembre del 1809, per ordine di Napoleone I, venne trasferito a Parigi e poco dopo partecipò al matrimonio dell'imperatore francese con Maria Luisa d'Asburgo-Lorena, il 2 aprile 1810, divenendo quindi membro dei cosiddetti "cardinali rossi", termine con cui si era soliti indicare gli undici cardinali partecipanti al rito col pontefice. Nel 1811 venne designato da Napoleone stesso quale sub-decano del Sacro Collegio dei Cardinali e venne inviato a Savona ove Pio VII era tenuto in prigionìa, per richiedere a lui l'approvazione delle decisioni prese dal consiglio nazionale a Parigi. Nel 1813 venne incaricato, sempre da Napoleone, di negoziare il Concordato di Fontainbleau. A questo punto Giuseppe Maria Doria Pamphilj optò per la sede suburbicaria di Porto-Santa Rufina dal 26 settembre 1814, mantenendo sempre il titolo di Santa Cecila in commendam. Venne contestualmente riconosciuto ufficialmente quale sub-decano del Sacro Collegio dei Cardinali.
Fu l'ultimo abate commendatario dell'abbazia di Gorze, titolo che tenne dal 1783 fino al 1800.
Morì il 10 febbraio 1816 all'età di 64 anni. La sua salma venne esposta nella chiesa di Santa Maria in Vallicella a Roma, dove ebbero luogo anche i funerali. Venne sepolto quindi nella basilica di Santa Cecilia a Roma.

## Genealogia episcopale e successione apostolica
La genealogia episcopale è:
- Cardinale Scipione Rebiba
- Cardinale Giulio Antonio Santori
- Cardinale Girolamo Bernerio, O.P.
- Arcivescovo Galeazzo Sanvitale
- Cardinale Ludovico Ludovisi
- Cardinale Luigi Caetani
- Cardinale Ulderico Carpegna
- Cardinale Paluzzo Paluzzi Altieri degli Albertoni
- Papa Benedetto XIII
- Papa Benedetto XIV
- Cardinale Enrico Enriquez
- Arcivescovo Manuel Quintano Bonifaz
- Cardinale Buenaventura Córdoba Espinosa de la Cerda
- Cardinale Giuseppe Maria Doria Pamphilj

La successione apostolica è:
- Vescovo Eustach Federl, O.C.D. (1774)
- Arcivescovo Giovanni Carlo Vincenzo Giovio (1775)
- Vescovo Michel Joseph de Laulanhier (1776)
- Vescovo Marie-Anne-Hippolyte Hay de Bonteville (1776)
- Vescovo François de Bonal d'Aujac (1776)
- Vescovo Patrick Joseph Plunkett (1779)
- Vescovo Claude-Marie Ruffo de Laric (1780)
- Vescovo Ludwik Stanisław Górski, Sch.P. (1783)
- Vescovo Francesco Maria Giampè (1796)
- Vescovo Ferdinando Lomellino, O.S.B. (1796)
- Vescovo Carlo Rosini (1797)
- Vescovo Vincenzo Barisani, O.E.S.A. (1797)
- Vescovo Riccardo Capece Minutolo, O.S.B. (1797)
- Vescovo Reginaldo Coppola, O.P. (1797)
- Vescovo Philip Bandini (1798)
- Vescovo Giuseppe Maria de Mellis (1798)
- Vescovo Vincenzo Paccaroni, O.S.B. (1798)
- Vescovo Francesco Ubaldo Maria Romanzi (1798)
- Vescovo Gerardo Mele (1798)
- Arcivescovo Benedetto Sinibaldi (1800)
- Vescovo Filippo Angelico Becchetti, O.P. (1800)
- Papa Pio VIII (1800)
- Vescovo Giovanni Battista Lambruschini (1800)
- Vescovo Silvestro Scarani (1801)
- Cardinale Tommaso Arezzo (1802)
- Vescovo Giuseppe Della Casa (1802)
- Vescovo Angelo Vincenzo Andrea Maria Dania, O.P. (1802)
- Cardinale Fabrizio Sceberras Testaferrata (1802)
- Vescovo Antonio Begni (1804)
- Vescovo Paolo Girolamo Orengo, Sch.P. (1804)
- Vescovo Giulio Cesare Pallavicini (1804)
- Vescovo Louis-Siffrein-Joseph de Salamon (1807)
- Arcivescovo Louis-Guillaume-Valentin Dubourg, P.S.S. (1815)

## Ascendenza
|                                                     |                                                 |                                                | Genitori                                                                           |  |  | Nonni |  |  | Bisnonni                                           |  |  | Trisnonni                                |  |
|                                                     |                                                 |                                                |                                                                                    |  |  |       |  |  | Giovanni Andrea Doria Landi, VII principe di Melfi |  |  | Andrea Doria Landi, VI principe di Melfi |  |
|                                                     |                                                 |                                                |                                                                                    |  |  |       |  |  | Giovanni Andrea Doria Landi, VII principe di Melfi |  |  | Andrea Doria Landi, VI principe di Melfi |  |
|                                                     |                                                 | Violante Lomellini                             |                                                                                    |  |  |       |  |  | Giovanni Andrea Doria Landi, VII principe di Melfi |  |  |                                          |  |
| Andrea Doria Landi, marchese di Torriglia           |                                                 |                                                |                                                                                    |  |  |       |  |  | Giovanni Andrea Doria Landi, VII principe di Melfi |  |  |                                          |  |
|                                                     |                                                 | Anna Pamphili                                  | Camillo Francesco Maria Pamphili, I principe di San Martino al Cimino e Valmontone |  |  |       |  |  |                                                    |  |  |                                          |  |
|                                                     |                                                 | Anna Pamphili                                  | Camillo Francesco Maria Pamphili, I principe di San Martino al Cimino e Valmontone |  |  |       |  |  |                                                    |  |  |                                          |  |
|                                                     |                                                 | Anna Pamphili                                  | Olimpia Aldobrandini                                                               |  |  |       |  |  |                                                    |  |  |                                          |  |
| Giovanni Andrea Doria Landi, VIII principe di Melfi |                                                 | Anna Pamphili                                  |                                                                                    |  |  |       |  |  |                                                    |  |  |                                          |  |
|                                                     |                                                 | Giorgio Centurione                             | Giovanni Battista Centurione, doge di Genova                                       |  |  |       |  |  |                                                    |  |  |                                          |  |
|                                                     |                                                 | Giorgio Centurione                             | Giovanni Battista Centurione, doge di Genova                                       |  |  |       |  |  |                                                    |  |  |                                          |  |
|                                                     |                                                 | Giorgio Centurione                             | Livia Cattaneo                                                                     |  |  |       |  |  |                                                    |  |  |                                          |  |
| Livia Centurione                                    |                                                 | Giorgio Centurione                             |                                                                                    |  |  |       |  |  |                                                    |  |  |                                          |  |
|                                                     |                                                 | …                                              | …                                                                                  |  |  |       |  |  |                                                    |  |  |                                          |  |
|                                                     |                                                 | …                                              | …                                                                                  |  |  |       |  |  |                                                    |  |  |                                          |  |
|                                                     |                                                 | …                                              | …                                                                                  |  |  |       |  |  |                                                    |  |  |                                          |  |
| Giuseppe Maria Doria Pamphilj                       |                                                 | …                                              |                                                                                    |  |  |       |  |  |                                                    |  |  |                                          |  |
|                                                     | Fabrizio Carafa della Stadera, X duca di Andria | Ettore Carafa della Stadera, IX duca di Andria |                                                                                    |  |  |       |  |  |                                                    |  |  |                                          |  |
|                                                     | Fabrizio Carafa della Stadera, X duca di Andria | Ettore Carafa della Stadera, IX duca di Andria |                                                                                    |  |  |       |  |  |                                                    |  |  |                                          |  |
|                                                     | Fabrizio Carafa della Stadera, X duca di Andria | Margherita de' Sangro                          |                                                                                    |  |  |       |  |  |                                                    |  |  |                                          |  |
| Ettore Carafa della Stadera, XI duca di Andria      | Fabrizio Carafa della Stadera, X duca di Andria |                                                |                                                                                    |  |  |       |  |  |                                                    |  |  |                                          |  |
|                                                     |                                                 | Aurelia Imperiali                              | Andrea Imperiali, II principe di Francavilla                                       |  |  |       |  |  |                                                    |  |  |                                          |  |
|                                                     |                                                 | Aurelia Imperiali                              | Andrea Imperiali, II principe di Francavilla                                       |  |  |       |  |  |                                                    |  |  |                                          |  |
|                                                     |                                                 | Aurelia Imperiali                              | Maria Pellina Ippolita Grimaldi                                                    |  |  |       |  |  |                                                    |  |  |                                          |  |
| Eleonora Carafa della Stadera                       |                                                 | Aurelia Imperiali                              |                                                                                    |  |  |       |  |  |                                                    |  |  |                                          |  |
|                                                     |                                                 | Inigo II de Guevara, VII duca di Bovino        | Giovanni III de Guevara, VI duca di Bovino                                         |  |  |       |  |  |                                                    |  |  |                                          |  |
|                                                     |                                                 | Inigo II de Guevara, VII duca di Bovino        | Giovanni III de Guevara, VI duca di Bovino                                         |  |  |       |  |  |                                                    |  |  |                                          |  |
|                                                     |                                                 | Inigo II de Guevara, VII duca di Bovino        | Vittoria Caracciolo                                                                |  |  |       |  |  |                                                    |  |  |                                          |  |
| Francesca de Guevara                                |                                                 | Inigo II de Guevara, VII duca di Bovino        |                                                                                    |  |  |       |  |  |                                                    |  |  |                                          |  |
|                                                     |                                                 | Eleonora de Cardenas                           | Carlo de Cardenas, VII conte di Acerra                                             |  |  |       |  |  |                                                    |  |  |                                          |  |
|                                                     |                                                 | Eleonora de Cardenas                           | Carlo de Cardenas, VII conte di Acerra                                             |  |  |       |  |  |                                                    |  |  |                                          |  |
|                                                     |                                                 | Eleonora de Cardenas                           | Francesca Spinelli                                                                 |  |  |       |  |  |                                                    |  |  |                                          |  |
|                                                     |                                                 | Eleonora de Cardenas                           |                                                                                    |  |  |       |  |  |                                                    |  |  |                                          |  |